# Hansa 400
Der Hansa 400 war ein Kleinwagen der Hansa-Lloyd- und Goliath-Werke Borgward & Tecklenborg in Bremen-Hastedt. Nach etwas mehr als einem Jahr wurde er durch das etwas stärker motorisierte Modell Hansa 500 ersetzt.

## Geschichte
Als Nachfolger und zur Ergänzung des dreirädrigen Goliath Pionier stellte Hansa-Lloyd 1933 den vierrädrigen Kleinwagen Hansa 400 vor. In der aufstrebenden Gesellschaft des III. Reiches, in der es vielen Leuten nach der Weltwirtschaftskrise wirtschaftlich wieder besser ging, war der schwach motorisierte, laute Kleinwagen jedoch kaum gefragt.
Noch im Erscheinungsjahr, nach anderen Angaben erst im Folgejahr, kam der Nachfolger Hansa 500 mit geringfügig stärkerem Motor heraus. Auch er ließ die Konstruktion nicht zu einem Verkaufserfolg werden. Die Zeitschrift Auto und Kraftrad bezeichnete den Wagen als „herausgemoserten Dreirad-Goliath“.

## Motor, Getriebe und Fahrwerk
Der Zweizylinder-Zweitaktmotor des Hansa 400 kam von den ILO-Motorenwerken, war im Heck eingebaut und leistete 12 PS (8,8 kW) bei 3600/min und einer Verdichtung von 5,6 : 1. Mit einer Zylinderbohrung von 61 mm und einem Kolbenhub von 68 mm betrug der Hubraum 396 cm³. Das Gemisch wurde von einem Einfach-Flachstromvergaser der Marke Solex aufbereitet.
Der Hansa 500 hatte einen aufgebohrten Motor vom selben Hersteller mit einem Hubraum von 494 cm³ (Bohrung × Hub = 68 mm × 68 mm) und leistete 14 PS (10,3 kW) bei ebenfalls 3600/min. Hub, Verdichtung und Vergaser entsprechen denen des kleineren Modells.
Die Höchstgeschwindigkeit des Hansa 400 lag bei 65 km/h, der Hansa 500 war bis zu 70 km/h schnell.
Alle Wagen hatten ein nicht synchronisiertes Dreiganggetriebe mit Mittelschalthebel (Knüppelschaltung). Angetrieben wurden die Hinterräder.
Die Karosserie war auf einem vorn und hinten gegabelten Zentralrahmen montiert. Die Vorderräder waren an zwei Querblattfedern aufgehängt, ebenso wie die hintere Pendelschwingachse. Alle vier Räder wurden mechanisch gebremst; die Handbremse wirkte ebenfalls auf alle vier Räder.
Der Verbrauch von Zweitaktgemisch des Hansa 400 lag bei 8 Liter/100 km, der des Hansa 500 bei 8,5 Liter/100 km. Das war für solch kleine Wagen sehr viel, der 1934 erscheinende Hansa 1100 verbrauchte nur 1 Liter mehr (und nur reines Benzin), war aber deutlich größer und leistungsfähiger.

## Karosserien
Beide Typen waren als zweitürige Limousinen erhältlich; die Türen waren hinten angeschlagen. Den Hansa 500 gab es zusätzlich als zweitürige Cabriolimousine. Die Karosserien bestanden aus einem Eschenholzgerüst, das mit Kunstleder bespannt war (Weymann-Karosserie). Die Stromlinienkarosserien hatten eine nach hinten geneigte Fahrzeugfront zwischen den einzeln stehenden Scheinwerfern. Die Kotflügel waren schwungvoll nach hinten gezogen; die vorderen endeten an den A-Säulen, die hinteren in einem Schrägheck.